# Sonia Bianco
Sonia Bianco (Venaria Reale, 7 agosto 1988) è una calciatrice italiana, difensore svincolata.

## Palmarès

### Club
- Campionato italiano di Serie B: 1

Luserna: 2014-2015